# Roseraie des roses de Normandie
La roseraie des roses de Normandie est une roseraie située en France à Beaumont-le-Hareng (Seine-Maritime), à une trentaine de kilomètres de Rouen. Elle a été créée en 1997 afin de présenter au public les roses anciennes et les rosiers modernes obtenues en Normandie ou évoquant la Normandie. Elle comprend plus de 250 variétés, anciennes pour la plupart. Son but est de montrer au public la contribution de la Normandie à l'histoire de la rose. La roseraie s'étend sur une surface de 3 500 m2.

## Description
La roseraie est divisée en quatre parties : la collection nationale qui est un conservatoire des roses obtenues depuis le début du XIXe siècle en Normandie (par les obtenteurs d'Alençon, Avranches, Caen, Le Havre, Rémalard, Rouen, etc.) regroupant plus de 70 variétés dont la plupart ne sont plus commercialisées ; la collection historique qui présente par famille de manière didactique et chronologique des rosiers anciens aux plus modernes (environ 80 variétés) ; la collection normande (environ 70 variétés) qui présente des rosiers évoquant la Normandie et son histoire par leur nom et enfin la collection des « sans papiers », qui regroupe des roses inconnues apportées en voie d'identification.
Les roses normandes ont été retrouvées dans des roseraies publiques comme à la roseraie du Val-de-Marne de L'Haÿ-les-Roses ou à l'Europa-Rosarium de Sangerhausen et beaucoup ont été retrouvées dans des collections privées en France, en Angleterre, aux États-Unis et même en Afrique du Sud ou au Japon. Seulement un tout petit nombre de roses normandes sont encore commercialisées,.
La roseraie organise des visites guidées en privé sur rendez-vous et en groupe ou bien des visites libres en juin et juillet. Son plan vu du ciel présente une rose entourée de quatre feuilles.
Cette roseraie bénéficie de l’agrément du CCVS (Conservatoire français des Collections Végétales Spécialisées).

## Quelques cultivars normands présents à la roseraie
- Roses galliques : 'Bizarre Triomphant', 'Octavie' (Coquerel avant 1821), 'Comte Foy' et 'Cora' (Lecomte 1827), 'Président de Sèze (Mme Hébert 1829) ;
- Roses Bourbon : 'Madame Arthur Oger' (Oger), 'Madame Isaac Pereire' (Garçon 1881), 'Madame Pierre Oger' (Oger 1878) ;
- Hybrides de Chine :  'Alphonse Maille' (Boutigny avant 1825)[7] ;

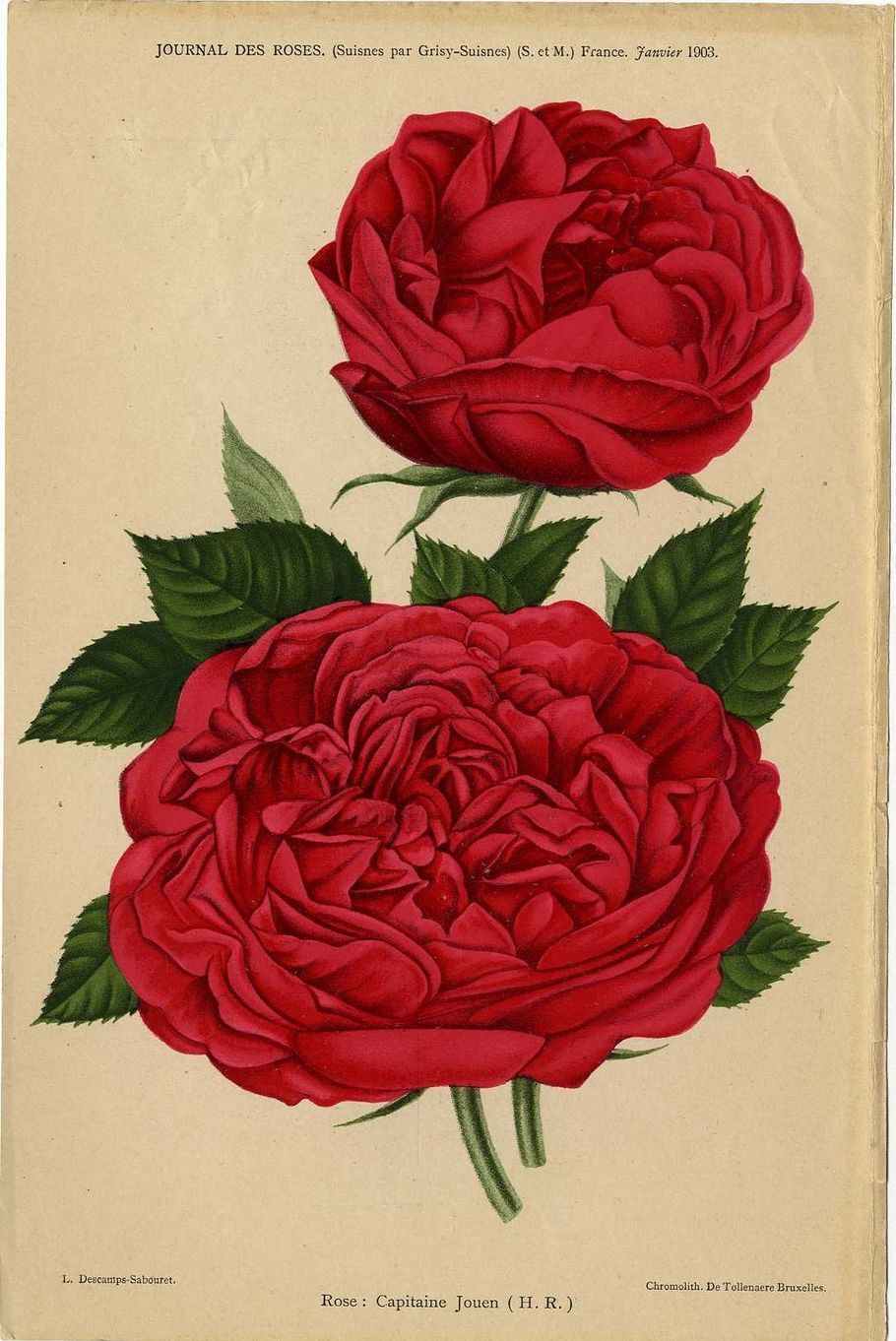
'Capitaine Jouen' (Boutigny 1900), hybride remontant présent à la roseraie.

- Hybrides remontants : 'Capitaine Jouen' (Boutigny 1900), 'Monsieur Louis Ricard' (Boutigny 1894), 'Le Havre' (1871), 'Oriflamme de Saint Louis' (1858), 'Préfet Limbourg' (Garçon avant 1878), 'Souvenir de Pierre Sionville', 'Triomphe d'Alençon' (Chauvel 1858) 'Triomphe de Caen' (Oger 1861), 'Triomphe de France' (Garçon 1875), 'Mademoiselle Honorine Duboc' (Duboc 1894) ;
- Polyanthas : 'Madame Norbert Levavasseur' (Levavasseur 1904), 'Jeanne d'Arc' (Levavasseur 1929).

## Obtenteurs
Les obtenteurs normands, professionnels ou amateurs, étaient nombreux au XIXe siècle et au XXe siècle. La roseraie possède entre autres des roses de Baudry (d'Avranches), de Philbert Boutigny (de Rouen), de Calvert (de Rouen), de Cayeux, de Chauvel, de Mme Chaussée (avec 'Unique Panachée'), de Coquerel (au Havre), de Cottin (rosiériste de Rouen), de Duboc (de Rouen), d'Armand Garçon (de Rouen), de Lecomte, de Norbert Levavasseur (d'Ussy dans le Calvados), de Pierre Oger (célèbre rosiériste de Caen), de Prévost, de Racine (à Dieppe), de Rémi Tanne (obtenteur des fameux 'Paul Noël' et 'Ferdinand Pichard'), etc.